# Sh2-29
Sh2-29 è una nebulosa a emissione facente parte del catalogo Sharpless. Essa è situata nella costellazione del Sagittario, vicino alla Nebulosa Laguna e dista circa 5500 anni luce da noi.

## Caratteristiche

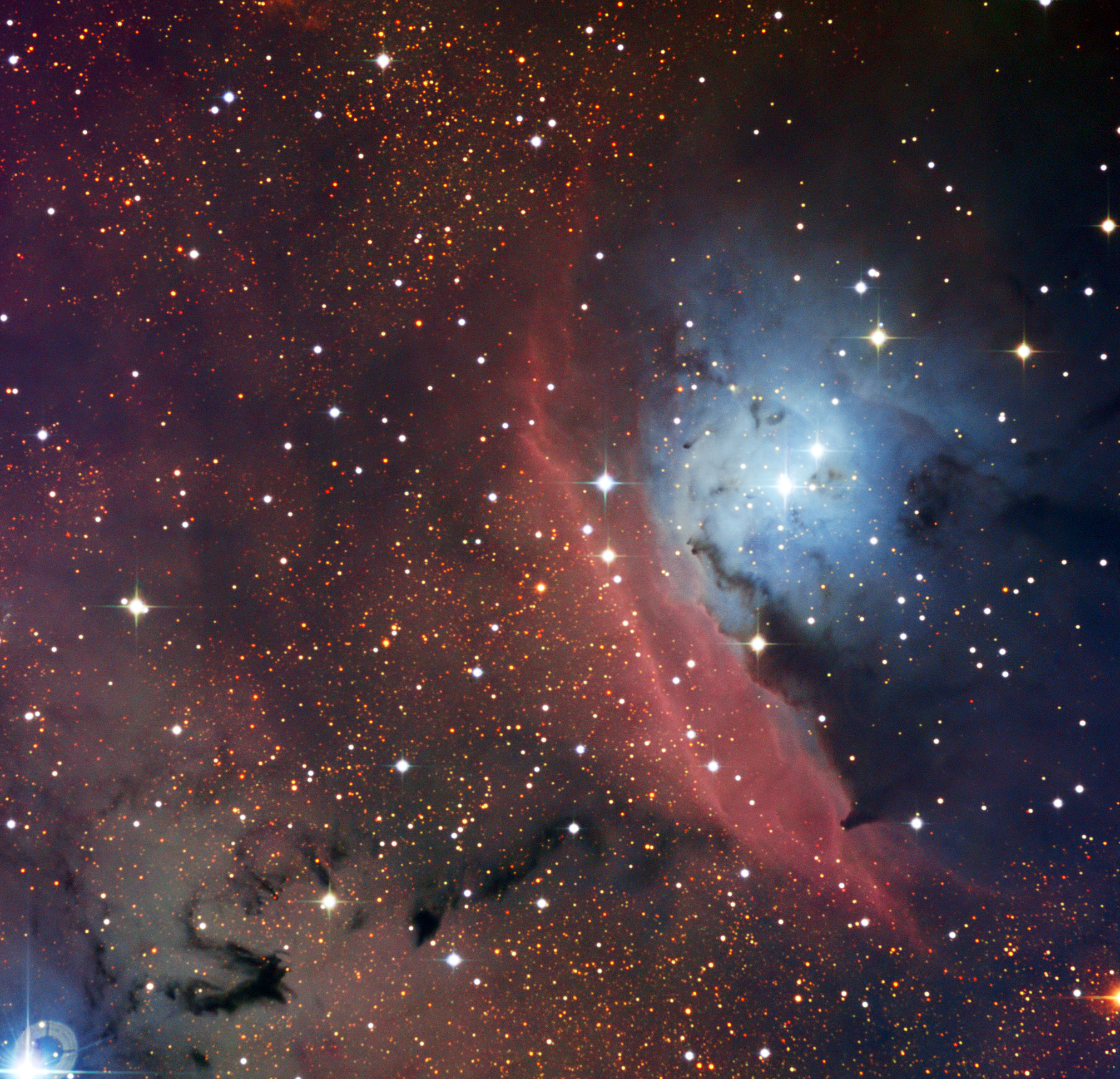
Regione di formazione stellare NGC 6559, ripresa dal telescopio danese di 1,54 metri. In essa è visibile l'"arco" provocato dal sistema binario.

All'interno della nebulosa spicca la regione di formazione stellare NGC 6559, che nonostante le sue ridotte dimensioni di pochi anni luce mostra i potenziali effetti delle stelle nelle nebulose. Le stelle più luminose non hanno più di 2 milioni di anni (rispetto ai 4,5 miliardi del Sole) ed emettono forti radiazioni che riscaldano polveri e gas, mentre i venti stellari erodono l'area circostante. Un esempio può essere una cavità scavata da un sistema binario molto energetico e tenuta in espansione, andando a creare un accumulo di materiale interstellare che forma un bordo rossastro a forma di arco. La luce rossastra diffusa proviene dall'emissione di idrogeno gassoso, mentre la luce blu scintillante proviene dalla riflessione prodotta da polveri, a cui si aggiungono anche cumuli filamentosi di polvere che bloccano la luce in piccole nebulose oscure. Tutto ciò rende Sh2-29 una potenziale regione per opere di ricerca sulla formazione stellare.